# دو خواهر اهل بوستون
دو خواهر اهل بوستون (انگلیسی: Two Sisters from Boston) یک فیلم موزیکال کمدی به کارگردانی هنری کاستر است که در سال ۱۹۴۶ منتشر شد.

## بازیگران
- کاترین گریسون
- جون الیسون
- پیتر لافورد
- جیمی دورنتی
- نلا واکر
- لائوریتز ملکویر
- بایرون فولگر
- لایونل براهام
- جیمز فینلیسون (نامش در عنوان‌بندی نیامده)
- فرانک هاگنی
- برادریک اوفارل